# Crossosomataceae
Crossosomataceae Engl. è una famiglia di piante angiosperme dell'ordine Crossosomatales.

## Tassonomia
La famiglia comprende i seguenti generi:
- Apacheria C.T.Mason
- Crossosoma Nutt.
- Glossopetalon A.Gray
- Velascoa Calderón & Rzed.